# Squash en los XXI Juegos Centroamericanos y del Caribe
Se detallan los resultados de las competiciones deportivas para la especialidad de Squash
en los XXI Juegos Centroamericanos y del Caribe.

## Squash
El campeón de la especialidad Squash fue  México.

### Medallero
Los resultados del medallero por información de la Organización de los Juegos Mayagüez 2010
fueron:

#### Medallero Total
País anfitrión en negrilla. La tabla se encuentra ordenada por la cantidad de medallas de oro.
| Núm.  | País              | Oro | Plata | Bronce | Total | Orden por Total |
| ----- | ----------------- | --- | ----- | ------ | ----- | --------------- |
| 1     | México            | 5   | 1     | 1      | 7     | 1               |
| 2     | Colombia          | 2   | 3     | 2      | 7     | 1               |
| 3     | Guyana            | 0   | 1     | 2      | 3     | 3               |
| 4     | Barbados          | 0   | 1     | 1      | 2     | 5               |
| 5     | Trinidad y Tobago | 0   | 1     | 0      | 1     | 8               |
| 6     | Jamaica           | 0   | 0     | 3      | 3     | 3               |
| 7     | El Salvador       | 0   | 0     | 2      | 2     | 5               |
| 7     | Guatemala         | 0   | 0     | 2      | 2     | 5               |
| 9     | Islas Caimán      | 0   | 0     | 1      | 1     | 8               |
| TOTAL | TOTAL             | 7   | 7     | 14     | 28    |                 |

Fuente: Organización de los XXI Juegos Centroamericanos y del Caribe

#### Medallero por Género
País anfitrión en negrilla. La tabla se encuentra ordenada por la cantidad de medallas de oro.
| Clasificación por Oro | País              | Hombres | Hombres | Hombres | Hombres | Mujeres | Mujeres | Mujeres | Mujeres | Mixtos | Mixtos | Mixtos | Mixtos | TOTAL | Clasificación por Total |
| Clasificación por Oro | País              |         |         |         | Total   |         |         |         | Total   |        |        |        | Total  | TOTAL | Clasificación por Total |
| 1                     | México            | 2       | 1       | 1       | 4       | 2       | 0       | 0       | 2       | 1      | 0      | 0      | 1      | 7     | 1                       |
| 2                     | Colombia          | 1       | 2       | 0       | 3       | 1       | 1       | 1       | 3       | 0      | 0      | 1      | 1      | 7     | 1                       |
| 3                     | Guyana            | 0       | 0       | 0       | 0       | 0       | 1       | 2       | 3       | 0      | 0      | 0      | 0      | 3     | 3                       |
| 4                     | Barbados          | 0       | 0       | 0       | 0       | 0       | 1       | 1       | 2       | 0      | 0      | 0      | 0      | 2     | 5                       |
| 5                     | Trinidad y Tobago | 0       | 0       | 0       | 0       | 0       | 0       | 0       | 0       | 0      | 1      | 0      | 1      | 1     | 8                       |
| 6                     | Jamaica           | 0       | 0       | 2       | 2       | 0       | 0       | 0       | 0       | 0      | 0      | 1      | 1      | 3     | 3                       |
| 7                     | El Salvador       | 0       | 0       | 1       | 1       | 0       | 0       | 1       | 1       | 0      | 0      | 0      | 0      | 2     | 5                       |
| 7                     | Guatemala         | 0       | 0       | 1       | 1       | 0       | 0       | 1       | 1       | 0      | 0      | 0      | 0      | 2     | 5                       |
| 9                     | Islas Caimán      | 0       | 0       | 1       | 1       | 0       | 0       | 0       | 0       | 0      | 0      | 0      | 0      | 1     | 8                       |
| TOTAL                 | TOTAL             | 3       | 3       | 6       | 12      | 3       | 3       | 6       | 12      | 1      | 1      | 2      | 4      | 28    |                         |

Fuente: Organización de los XXI Juegos Centroamericanos y del Caribe

### Múltiples Ganadores
El tablero de multimedallas para la de los XXI Juegos Centroamericanos y del Caribe Mayagüez 2010 
presenta a los deportistas destacados que conquistaron más de una medalla en las competiciones de Squash realizadas en Mayagüez, Puerto Rico.
Fuente: 
Organización de los XXI Juegos Centroamericanos y del Caribe Mayagüez 2010. 
| Clasificación del País | Clasificación del Total | Deportista          | País     | Disciplina |   |   |   | Total |
| 1                      | 29                      | Samantha Teran      | México   | Squash     | 3 | 0 | 0 | 3     |
| 2                      | 89                      | Eric Gálvez         | México   | Squash     | 2 | 0 | 1 | 3     |
| 3                      | 95                      | Jorge Baltazar      | México   | Squash     | 2 | 0 | 0 | 2     |
| 3                      | 95                      | Arturo Salazar      | México   | Squash     | 2 | 0 | 0 | 2     |
| 5                      | 137                     | Miguel Á. Rodríguez | Colombia | Squash     | 1 | 2 | 1 | 4     |
| 6                      | 156                     | Silvia Angulo       | Colombia | Squash     | 1 | 1 | 1 | 3     |
| 6                      | 156                     | Catalina Peláez     | Colombia | Squash     | 1 | 1 | 1 | 3     |
| 8                      | 174                     | Cesar Salazar       | México   | Squash     | 1 | 1 | 0 | 2     |
| 9                      | 298                     | Nelson Rodríguez    | Colombia | Squash     | 0 | 2 | 0 | 2     |
| 10                     | 336                     | Nicolette Fernandes | Guyana   | Squash     | 0 | 1 | 2 | 3     |